# تصنيف التزلج الألبي البارالمبي
تصنيف التزلج الألبي البارالمبي هو نظام تصنيف رياضي صُمم لضمان منافسة عادلة بين المتزلجين الألبيين من ذوي الإعاقات المختلفة. تُقسَّم التصنيفات إلى ثلاث فئات عامة بناءً على نوع الإعاقة: المتزلجون واقفون، والمكفوفون، والجلوس على الزلاجات. وتتولى اللجنة البارالمبية الدولية لشؤون التزلج الألبي إدارة عملية التصنيف.
قبل ذلك، كانت عدة هيئات رياضية دولية مسؤولة عن التصنيف، بما في ذلك المنظمة الدولية للرياضات الخاصة بالمعاقين، واتحاد ألعاب ستوك ماندفيل الدولية، والاتحاد الدولي لرياضات المكفوفين، ومنظمة الرياضة والترفيه الدولية لمرضى الشلل الدماغي. بعض أنظمة التصنيف الأخرى تُدار من جهات مستقلة، مثل الأولمبياد الخاص. الرياضة مفتوحة لجميع الرياضيين ذوي الإعاقات البصرية أو الجسدية، لكنها غير متاحة لذوي الإعاقات الذهنية.
تطورت أنظمة التصنيف الأولى لرياضة التزلج الألبي البارالمبي في الدول الإسكندنافية خلال ستينيات القرن العشرين، وكانت مخصصة بدايةً للمتزلجين الذين يعانون من بتر الأطراف. آنذاك، لم تكن المعدات قد تطورت بعد لتمكين المصابين بإصابات الحبل الشوكي من المشاركة. كان الهدف من التصنيف المبكر أن يكون وظيفيًا، لكنه انتهى إلى تصنيف طبي بحت. خلال أول دورة للألعاب البارالمبية الشتوية سنة 1976، كانت هناك فئتان فقط لهذه الرياضة. وبحلول الثمانينيات، توسع التصنيف ليشمل المتزلجين المصابين بالشلل الدماغي، حيث بُذلت جهود، مستوحاة من تصنيف كرة السلة على الكراسي المتحركة، لجعل التصنيف قائمًا أكثر على الوظائف البدنية. بلغ عدد الفئات عشرة بحلول الثمانينيات، ومنذ ذلك الحين، جرت محاولات لتحسين الكفاءة عبر تقليل عدد الفئات وتقليص عدد الميداليات المُخصصة.
تعتمد قواعد المنافسة الخاصة بكل فئة على قوانين الاتحاد الدولي للتزلج أو تعديلات مستندة إليها. يُرافق المتزلجون المكفوفون موجهون لمساعدتهم في النزول عبر المسار. أما المتزلجون الواقفون، فتُحدد قواعد التصنيف نوع المعدات المسموح باستخدامها، مثل استخدام عصا واحدة، أو عصاتين، أو بدون عصي، وكذلك استخدام زلاجة واحدة أو اثنتين. يستخدم المتزلجون الجالسون زلاجة خاصة تُعرف باسم مونو-سكي. تتم عملية التصنيف بناءً على تقييم طبي، إضافة إلى تقييم وضعية الجسم أثناء التزلج بالنسبة للمتزلجين الواقفين والجلوس. أما المتزلجون المكفوفون، فيتم تقييمهم بناءً على الفحص الطبي فقط.

## تعريف
يهدف نظام تصنيف التزلج الألبي البارالمبي إلى ضمان منافسة عادلة في الرياضة عبر تصنيف المتزلجين وفقًا لقدراتهم الحركية الوظيفية أو إعاقتهم البصرية. تصنيف الرياضيين المبتورين يعتمد على مدى قدرتهم على التنقل باستخدام وسائل مساعدة.
يغطي التصنيف الخاص بالتزلج الرياضيين المصابين بالشلل الدماغي المصنفين من CP1 إلى CP8. ويتنافس المتزلجون من فئات CP5 إلى CP8 واقفين باستخدام المعدات المناسبة. أما التصنيفات الخاصة بالمكفوفين فتعتمد على التقييم الطبي فقط، وليس التصنيف الوظيفي. في عام 1995، كانت التصنيفات الخاصة بالتزلج تشمل الفئات LW1 وLW2 وLW3 وLW4 وLW5/7 وLW6/8 وLW9، حيث يشير اختصار LW إلى "التنقل الشتوي" (Locomotor Winter). وكانت هناك ثلاث فئات للتزلج الجالس: LW10 وLW11 وLW12. ويُعد تصنيف الرياضيين المصابين بالشلل الدماغي أمرًا معقدًا بسبب إمكانية تغير درجات التشنج أثناء تقدم السباق.
توجد تسع فئات للمتزلجين الواقفين، حيث تمثل الفئة LW1 الأكثر شدة في الإعاقة، بينما تُعد LW9 الأقل شدة. أما التزلج الجالس فيشمل ثلاث فئات هي LW10 وLW11 وLW12، وتُرتب هذه الفئات من الأكثر شدة في LW10 إلى الأقل شدة في LW12. ويمثل الرياضيون ضمن فئة LW10 المصابين بشلل سفلي على مستوى الفقرات T5 إلى T10.
بحلول عام 2010، كانت هناك ثلاث فئات للمصابين بضعف البصر: B1 وB2 وB3. وتم تصنيف هذه الفئات وفق تدرج، بحيث يمثل B1 أشد حالات الإعاقة البصرية، في حين أن فئة B3 هي الأقل شدة، ويملك الرياضيون فيها رؤية تتراوح بين 2/60 إلى 6/60. وعلاوةً على مستوى ضعف البصر، أظهرت أبحاث أُجريت في المعهد المركزي لقدرات التوظيف لذوي الإعاقة في موسكو أن هناك فروقًا في القدرات الوظيفية ناتجة عن اختلافات في حدة الإبصار، وهو عامل يؤثر بشكل كبير على الأداء في رياضة التزلج.
في عام 1997، كانت ميريه كيبفر واحدة من المصنفين الدوليين لرياضة التزلج الألبي. قالت: "أحيانًا يحاول بعض الرياضيين الغش، فيخفون قدراتهم الحقيقية. فهناك رياضيون يسعون إلى التصنيف ضمن فئات تمنحهم أفضلية. خلال الاختبارات وعملية التصنيف، لا يظهرون ما يستطيعون فعله فعليًا، بل يحاولون إظهار أنهم غير قادرين على أداء بعض الحركات، ولهذا بدأنا بالاختبارات الوظيفية." وأضافت: "المشكلة الثانية هي أنه عندما يكون لديك رياضي مميز مدرب جيدًا، لا ترغب في معاقبته بسبب أدائه العالي. فقد يكون رياضيًا نخبويًا يحقق أداءً رياضيًا ممتازًا، وقد يُغريك أن تصنفه ضمن فئة أخرى بسبب أدائه الجيد. نحن نحاول تقليل عدد الفئات، حتى لا نحصل، على سبيل المثال، على 10 أو 12 ميدالية ذهبية في رياضات التزلج الألبي. نسعى إلى مراجعة الفئات باستمرار، ولكن دائمًا ما توجد فئات حدودية، ويكون الأمر معقدًا. وفي الألعاب الشتوية، الهدف هو الوصول إلى ثلاث فئات رئيسية: الجلوس، الوقوف، والمكفوفون؛ وهذا هو المستقبل الذي نسعى جميعًا لتحقيقه."
| التصنيف  | الوصف                                                                      | المعدات المعتادة            |
| -------- | -------------------------------------------------------------------------- | --------------------------- |
| LW1      | بتر الساقين فوق الركبة، الشلل الدماغي المعتدل إلى الشديد، أو إعاقات معادلة | زلاجاتان، جهازان مساعدان    |
| LW2      | بتر ساق واحدة فوق الركبة                                                   | زلاجة واحدة، جهازان مساعدان |
| LW3      | بتر الساقين تحت الركبة، الشلل الدماغي الخفيف، أو إعاقات معادلة             | زلاجاتان، عصا واحدة         |
| LW4      | بتر ساق واحدة تحت الركبة                                                   | زلاجاتان، عصا واحدة         |
| LW5/7-1  | بتر الذراعين فوق المرفق                                                    | زلاجاتان، بدون عصي          |
| LW 5/7-2 | بتر الذراعين، واحدة فوق والأخرى تحت المرفق                                 | زلاجاتان، بدون عصي          |
| LW 5/7-3 | بتر الذراعين تحت المرفق                                                    | زلاجاتان، بدون عصي          |
| LW6/8.1  | بتر ذراع واحدة فوق المرفق                                                  | زلاجاتان، عصا واحدة         |
| LW 6/8.2 | بتر ذراع واحدة تحت المرفق                                                  | زلاجاتان، عصا واحدة         |
| LW9.1    | بتر أو إعاقات معادلة لذراع وساق واحدة فوق الركبة                           | اختيار المعدات              |
| LW9.2    | بتر أو إعاقات معادلة لذراع وساق واحدة تحت الركبة                           | اختيار المعدات              |

| التصنيف | الوصف                                                                       |
| ------- | --------------------------------------------------------------------------- |
| LW10.1  | الشلل النصفي مع عدم وجود وظيفة في البطن العلوية وعدم التوازن الجالس الوظيفي |
| LW 10.2 | الشلل النصفي مع بعض الوظيفة في البطن العلوية وعدم التوازن الجالس الوظيفي    |
| LW11    | الشلل النصفي مع توازن جالس وظيفي جيد                                        |
| LW12.1  | الشلل النصفي مع بعض وظائف الساق وتوازن جالس جيد                             |
| LW 12.2 | بتر الساقين فوق الركبتين                                                    |

| التصنيف | الوصف                        |
| ------- | ---------------------------- |
| B1      | مكفوف تمامًا                  |
| B2      | حدة الإبصار أقل من 2/60      |
| B3      | حدة الإبصار من 2/60 إلى 6/60 |

## الحوكمة

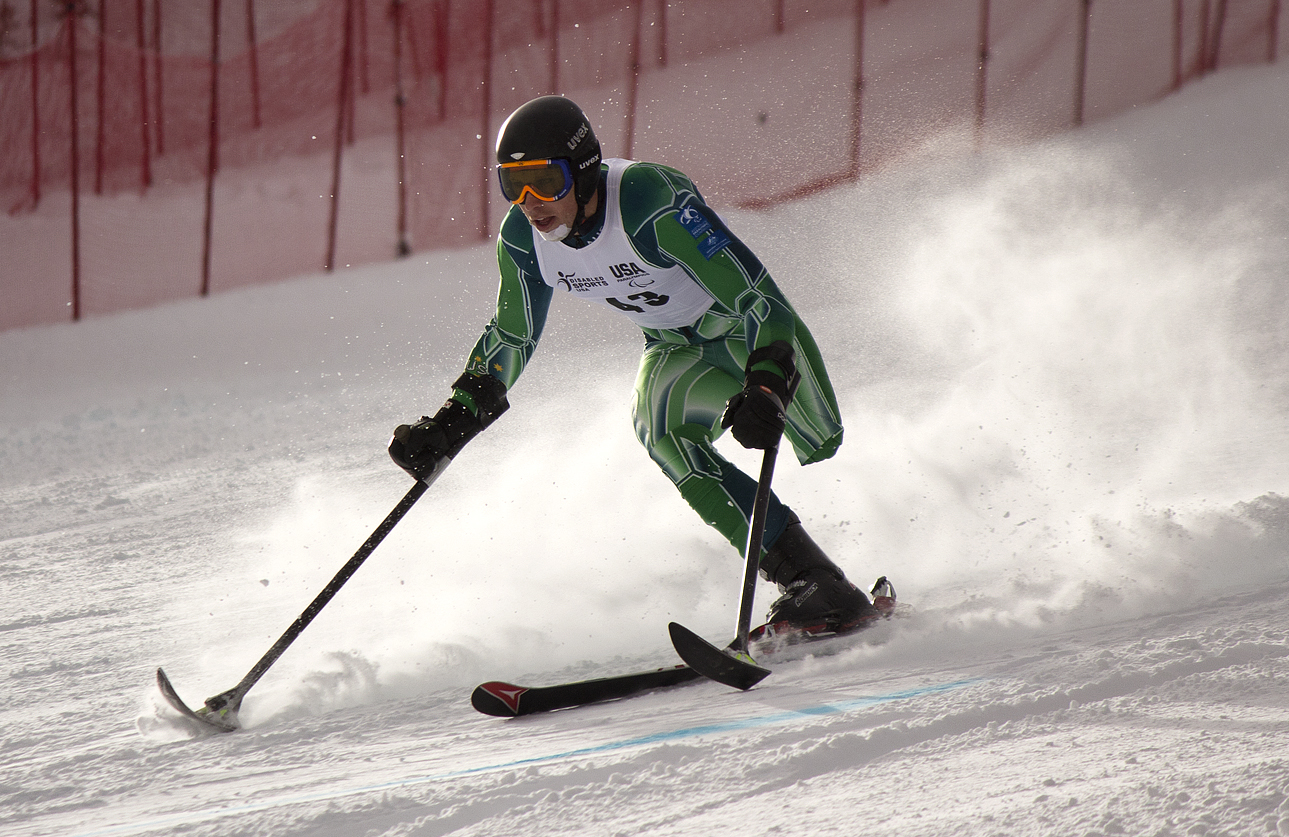
الأسترالي كاميرون راليس رابولولا يتنافس في سباق سوبر جي في كأس اللجنة البارالمية الدولية في أمريكا الشمالية لعام 2012 في كوبر ماونتن، كولورادو

يُدار تصنيف التزلج الألبي البارالمبي من قبل اللجنة البارالمبية الدولية لقسم التزلج الألبي. في بدايات تاريخ الرياضة، كانت منظمة الرياضة الدولية لذوي الإعاقة، التي تأسست عام 1964، هي الجهة المسؤولة عن إدارة الرياضة. بحلول عام 1980، تولت هيئتان تنظيميتان إدارة التصنيف: منظمة الرياضة الدولية لذوي الإعاقة واتحاد ألعاب ستوك ماندفيل الدولي، حيث كان الأخير مسؤولًا عن تصنيف الرياضيين ذوي إصابات الحبل الشوكي. في عام 1981، تأسس الاتحاد الدولي لرياضات المكفوفين وتولى إدارة تصنيف المتزلجين من ذوي الإعاقات البصرية. في عام 2003، اندمج اتحاد ألعاب ستوك ماندفيل الدولي مع منظمة الرياضة الدولية لذوي الإعاقة، وتم تغيير اسمه في عام 2004 إلى الاتحاد الدولي لرياضات الكراسي المتحركة والمبتورين.
على الرغم من أن الجمعية الدولية لرياضة وترفيه الشلل الدماغي تُبدي اهتمامًا بهذه الرياضة نظرًا لانفتاحها أمام الأشخاص المصابين بالشلل الدماغي، إلا أنها لا تديرها. في عام 1983، كانت قواعد الرياضة والموافقة على التصنيف تُدار من قبل الجمعية الدولية لرياضة وترفيه الشلل الدماغي، لكن بحلول عام 2002، أصبحت القواعد، بما فيها نظام التصنيف، خاضعة لدليل اللجنة البارالمبية الدولية لعام 1994.
في الولايات المتحدة، تُدار الرياضة من قبل منظمة رياضات المعاقين في الولايات المتحدة للمتزلجين ذوي الإعاقات الحركية، ومن قبل اتحاد الرياضيين المكفوفين الأمريكي للمتزلجين ذوي الإعاقات البصرية، بينما تتولى الأولمبياد الخاص إدارة الرياضة وتصنيف الرياضيين ذوي الإعاقات الذهنية.

## الأهلية
الرياضة مفتوحة لجميع المتنافسين ذوي الإعاقة البصرية أو الجسدية. ولا تُفتح للأشخاص ذوي الإعاقات الذهنية. في عام 1983، وضعت جمعية الشلل الدماغي - الجمعية الدولية للرياضة والترفيه قواعد الأهلية للتصنيف لهذه الرياضة. عرّفت الشلل الدماغي على أنه آفة غير تقدمية في الدماغ تؤدي إلى الإعاقة. كان الأشخاص المصابون بالشلل الدماغي أو الأضرار الدماغية غير التقدمية مؤهلين للتصنيف لديهم. كما تعاملت المنظمة مع التصنيف للأشخاص ذوي الإعاقات المماثلة. بالنسبة لنظام التصنيف لديهم، كان الأشخاص المصابون بالسنسنة المشقوقة غير مؤهلين إلا إذا كان لديهم دليل طبي على خلل في الحركة. كان الأشخاص المصابون بالشلل الدماغي والصّرع مؤهلين بشرط ألا تؤثر الحالة على قدرتهم على المنافسة. كان الأشخاص الذين أصيبوا بسكتات دماغية مؤهلين للتصنيف بعد الحصول على تصريح طبي. أما المتنافسون المصابون بالتصلب المتعدد أو ضمور العضلات أو اعوجاج المفاصل، فلم يكونوا مؤهلين للتصنيف من قبل جمعية الشلل الدماغي، ولكن كانوا مؤهلين للتصنيف من قبل المنظمة الدولية للرياضة لذوي الإعاقة لألعاب لي أوتر. كانت الرياضة غير مفتوحة للمتنافسين ذوي الإعاقات الذهنية في عام 2002.

## تاريخ
طُورت أول أنظمة التصنيف لهذه الرياضة في الدول الاسكندنافية. بدأ التصنيف لرياضات الشتاء كنظام طبي قبل أن يتحول إلى نظام وظيفي. كان النظام الأصلي للتصنيف مخصصًا للبتر، حيث كان التصنيف يعتمد على نوع البتر كما حدده خبير طبي. لم تكن فئات الإعاقة الأخرى مؤهلة للمشاركة. خلال السبعينيات، تم تطوير معدات لمتزلجي إصابات الحبل الشوكي، وكان نظام التصنيف لم يُطور بعد لهذه الرياضة.

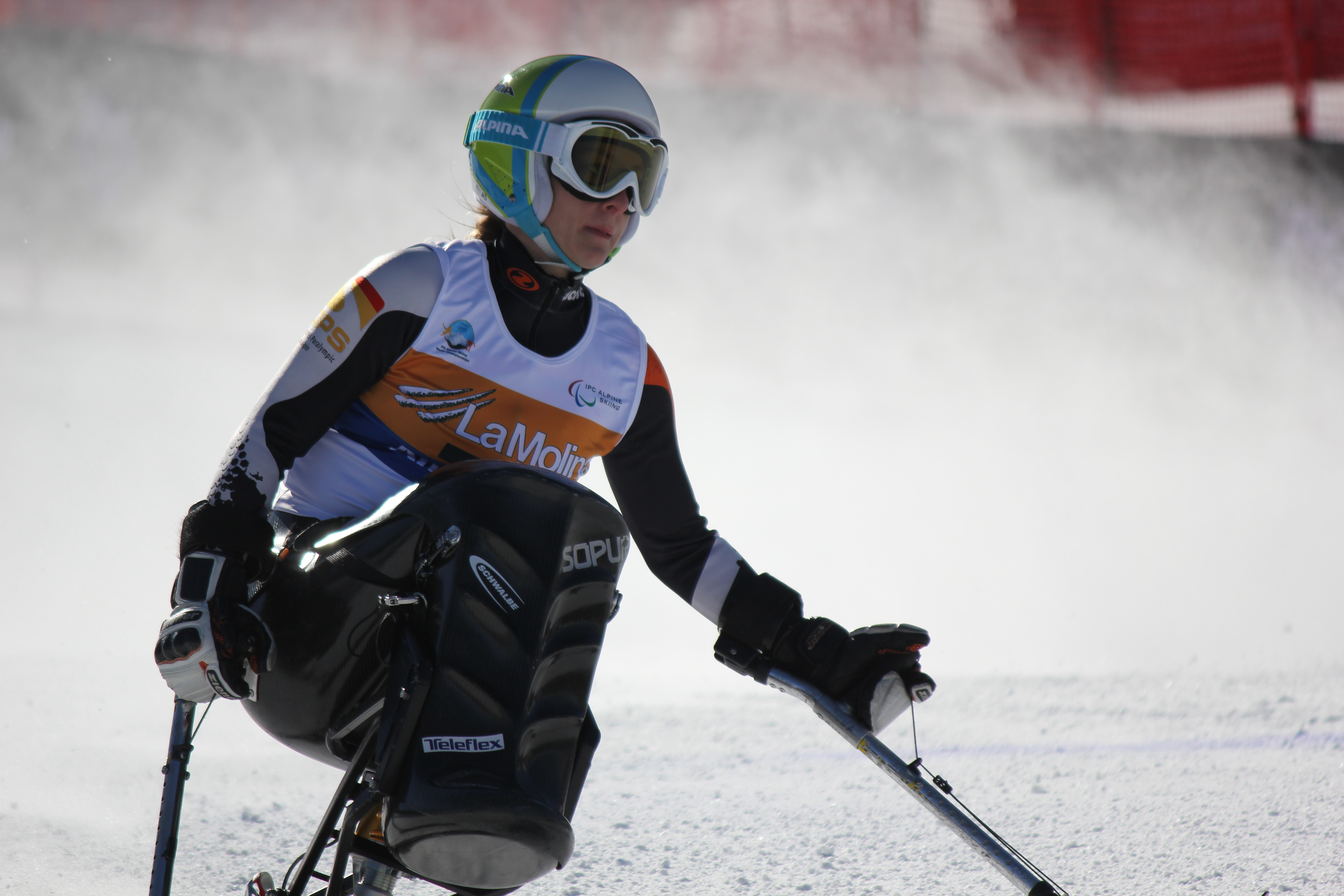
المتزلجة الألمانية آنا شافيلهوبر في بطولة العالم للتزلج على الجليد في جبال الألب لعام 2013 في لا مولينا، إسبانيا

عند بدء أول دورة ألعاب بارالمبية شتوية، وهي دورة 1976، كان هناك اختلاف في الرأي بين المنظمين ومؤسس ألعاب البارالمبيك لودفيغ غوتمان، لأنهم أرادوا نظام تصنيف وظيفي، وليس نظام تصنيف طبي من البداية. وقد نجحوا إلى حد كبير، على الرغم من أن النظام الذي تم استخدامه في النهاية تم تطويره في أورنشولدسفيك، السويد، بناءً على المعدات التي يستخدمها المتزلج بدلاً من نظام تصنيف وظيفي حقيقي. كانت دورة الألعاب البارالمبية الشتوية 1976 هي المرة الأولى التي تتنافس فيها تصنيفات أخرى غير تصنيفات إصابات الحبل الشوكي في الألعاب البارالمبية. كان هناك نوعان فقط من التصنيفات للتزلج الألبي. شارك متسابق من النمسا يعاني من إعاقة في الحبل الشوكي نتيجة شلل الأطفال في حدث تزلج ألبي. كان قادرًا على التزلج من وضع الوقوف وشارك ضد متزلجي البتر.
في عام 1983، تم تصنيف المتنافسين المصابين بالشلل الدماغي في التزلج الألبي بواسطة جمعية الشلل الدماغي - الجمعية الدولية للرياضة والترفيه. استخدم التصنيف النظام الذي صُمم لفعاليات المضمار. كان هناك خمسة تصنيفات للشلل الدماغي. خلال الثمانينيات، كان هناك 3 فئات للتزلج الجالس و7 فئات أخرى. خلال الثمانينيات، وعلى الرغم من أن ذلك لم يكن جزءًا رسميًا من نظام تصنيف التزلج البارالمبي، كانت هناك فعاليات تزلج ألبى للأشخاص ذوي الإعاقة الذهنية كجزء من برنامج الأولمبياد الخاص.
في عام 1985، بدأ السويدي بريجيتا بلومكويست، السويسري أندريه ديفيل والنمساوي ريتشارد ألتيينبيرجر بتطوير نظام تصنيف للتزلج الأحادي. تم استخدام نظامهم التصنيفي في المنافسات في إنسبروك 1988. قبل عام 1988، كانت عملية التقييم للتصنيف عادة ما تشمل فحصًا طبيًا لتحديد التصنيف. حدث التحول في تصنيف رياضات الإعاقة الشتوية نحو نظام تصنيف وظيفي أكثر رسمية بسرعة نتيجة للتغييرات التي تم إجراؤها في تصنيف كرة السلة على الكراسي المتحركة الذي بدأ في عام 1983. لم يكن التزلج الجالس مدرجًا في برنامج الألعاب البارالمبية. عملت النرويج على تغيير هذا من خلال إضافة تصنيفات التزلج الجالس إلى بطولات العالم في عام 1986. كان الانتقال من التصنيف الطبي إلى نظام التصنيف الوظيفي لا يزال يحدث بعد الألعاب البارالمبية الصيفية 1992. كانت تصنيفات الإعاقة البصرية، الشلل الدماغي والبتر التي تمثل التصنيفات الوقوف هي الوحيدة المؤهلة للألعاب البارالمبية قبل الألعاب البارالمبية الشتوية 1998، عندما تم إضافة تصنيفات التزلج الجالس. بحلول عام 2002، كان هناك ثلاثة تصنيفات للإعاقة البصرية.
لألعاب 2002 البارالمبية الشتوية، كان مصنفي الألعاب هم مير كيبر، بوب هارني، ريتشارد ألتيينبيرجر والدكتورة آن-صوفي فون سيلسينغ. كان مصنفو الألعاب لتصنيفات الإعاقة البصرية هم رومان تولماتشيف، يوهان ويرشينغ وآكسل بولسينغر. كان هناك أربعة عشر تصنيفًا لهذه الرياضة، أربعة منها للتزلج الجالس، سبعة للوقوف وثلاثة للإعاقة البصرية. استُخدم نظام التقييم عند عدم وجود عدد كافٍ من المتسابقين في فئة معينة وكان يجب دمج الفئات. تم تعديل هذا في الألعاب البارالمبية الشتوية 2006، مع تجميع المتزلجين في ثلاث فئات جديدة بناءً على القدرة الوظيفية للمتزلج: الإعاقة البصرية، الوقوف والجالس. لا تزال الفئات الأربعة عشر موجودة، ولكن ضد هذه المجموعات الثلاث مع مراعاة نتائج الفئات بناءً على الأداء التاريخي المتوسط داخل هذا التصنيف.
نُظر إلى الجدل حول إدراج المتسابقين في المنافسات للأشخاص الأصحاء من قبل بعض المدافعين عن رياضات الإعاقة مثل هورست سترولهندل باعتباره عائقًا أمام تطوير نظام تصنيف مستقل غير قائم على قواعد الرياضات للأصحاء. في ذلك الوقت، كان المسؤولون الرياضيون يحاولون إدخال التزلج الإعاقي إلى المنافسات للأشخاص الأصحاء مثل الألعاب الأولمبية. انتهت هذه الجهود بحلول عام 1993 حيث حاولت اللجنة البارالمبية الدولية تشكيل هويتها الخاصة وتوقفت إلى حد كبير عن جهود إدراج الرياضات الإعاقية في برنامج الأولمبياد. كانت الرياضة من الرياضات التي كان الأشخاص ذوو الإعاقات أكثر احتمالًا للمشاركة فيها خلال التسعينيات.
خلال التسعينيات، كانت هناك محادثات حول ما إذا كان يجب على الرياضيين ذوي الإعاقات الأقل المشاركة في رياضات الشتاء للمعاقين أم لا، وإذا كان يجب عليهم المنافسة ضد الرياضيين الأصحاء بدلاً من ذلك. في نفس الوقت، كان هناك أشخاص بما في ذلك نائب رئيس اللجنة البارالمبية الدولية الأول ينس برومان الذين ناقشوا ما إذا كان يجب دمج تصنيفات المكفوفين في فئة واحدة كما يحدث في بعض رياضات الإعاقة الأخرى.
في عام 2006، كان للمتزلجين الذين يعانون من بتر طرف ما زال هناك مكون طبي في عملية التقييم الخاصة بهم. استُخدم نظام التصنيف المكون من ثلاث مجموعات، والذي استخدم منافسة العجز الواقعي ومراقبة نتائج السباقات الإبداعية، لأول مرة في الألعاب البارالمبية. اتُخذ قرار باستخدام منافسة العجز الواقعي ومراقبة نتائج السباقات الإبداعية وتحديده للميداليات لهذه المجموعات الثلاث في جمعية رياضة التزلج الألبي التابعة للجنة البارالمبية الدولية في أكتوبر 2004 للحد من عدد الميداليات المحتمل تقديمها. طُبق فورًا لجميع الألعاب البارالمبية التابعة للجنة البارالمبية الدولية وبطولات العالم التابعة لها. انتُقد النظام لأنه يعتمد على البيانات التاريخية من المتسابقين الفرديين داخل فئاتهم دون أخذ الظروف التي قد تؤثر على سرعة المتزلج مثل درجة الحرارة والرؤية والهطول.
مستقبلاً، تعمل اللجنة البارالمبية الدولية، الهيئة الرئيسية لتصنيف رياضات الإعاقة، على تحسين التصنيف ليكون أكثر استنادًا إلى الأدلة بدلاً من نظام يعتمد على الأداء، حتى لا يعاقب الرياضيين النخبة الذين يجعل أداؤهم يظهرون في فئة أعلى جنبًا إلى جنب مع منافسين يتدربون بشكل أقل.

## الرياضات
توجد ثلاث تصنيفات للمتزلجين ذوي الإعاقة البصرية. يتبع المتزلجون ذوو الإعاقة البصرية عمومًا القواعد نفسها التي يتبعها المتزلجون المبصرون كما وضعتها الاتحاد الدولي للتزلج. يكمن الفرق الرئيسي في أن المتزلجين في هذه الفئة يتبعون مرشدين مبصرين يقدمون لهم تعليمات صوتية حول مسار التزلج. عادةً ما يتزلج مرشدو المتزلجين من الفئة B1 خلف المتزلج لتعزيز قدرة المتزلج على سماع التعليمات. يوجه المرشد المتزلج إلى أمور مثل متى يجب تحويل الوزن، والعناصر القادمة على المسار، وكيفية وضع الجسم لتحقيق أفضل مسار مائل على الحلبة. أما مرشدو المتزلجين من الفئتين B2 وB3 فيتموضعون غالبًا بطريقة مختلفة، إذ أن المتزلجين في هاتين الفئتين يمتلكون قدراً من الرؤية، مما يعني أن نوع المساعدة التي يقدمها المرشد تختلف عن تلك المقدمة للمتزلج الذي يكاد لا يمتلك أي قدرة على الرؤية.
يتبع المتزلجون الواقفون عمومًا القواعد نفسها التي يتبعها المتزلجون المبصرون كما وضعتها الاتحاد الدولي للتزلج. قد يستخدمون طرفًا اصطناعيًا، أو أعمدة تزلج معدلة الطول، أو أعمدة تزلج خاصة تُسمى الأعمدة الجانبية، وهي أعمدة ينتهي كل منها بزلاجة صغيرة. يستخدم المتزلجون من الفئة LW1 عمودين وقد يتزلجون باستخدام زلاجة واحدة أو اثنتين. أما المتزلجون من الفئة LW2 فيستخدمون زلاجة واحدة وعمودين. ويستخدم متزلجو الفئتين LW3 وLW4 زلاجتين وعمودين. المتزلجون في الفئتين LW5 وLW7 لا يستخدمون أعمدة. بينما يستخدم متزلجو الفئتين LW6 وLW8 زلاجتين وعمودًا واحدًا.
يتبع المتزلجون الجالسون القواعد نفسها التي يتبعها المتزلجون المبصرون كما وضعها الاتحاد الدولي للتزلج. يستخدم هؤلاء المتزلجون زلاجة أحادية (mono-ski)، وهي عبارة عن كرسي مخصص يُثبت على زلاجة واحدة. كما يستخدمون أعمدة جانبية للمساعدة في الحفاظ على التوازن. تُعرف الزلاجات الأحادية أحيانًا باسم الأحواض أو الدلاء. يصنف مستخدمو الكراسي المتحركة على أنهم متزلجون جالسون.
في عام 2002، جرى دمج التصنيفات في فعالية واحدة عندما كان عدد المشاركين في أحد التصنيفات أقل من ستة متسابقين. عند دمج التصنيفات، يُستخدم نظام النسب المئوية لتحديد الفائز بالسباق. تشرح اللجنة البارالمبية الكندية هذا النظام بالمثال التالي: "صُنّف الرياضي (أ) ضمن الفئة LW6 بمعامل 91% وأنهى السباق خلال دقيقة واحدة، ليصبح زمنه النهائي 54.6 ثانية. وصُنّف الرياضي (ب) ضمن الفئة LW5 بمعامل 79% وأنهى السباق خلال دقيقة واحدة وثانيتين، ليصبح زمنه النهائي 48.98 ثانية. وبالتالي، يفوز الرياضي (ب). وعليه، قد لا يكون الرياضي الذي أكمل السباق فعليًا في أقصر وقت هو الفائز أو الحاصل على الميدالية الذهبية."

## العملية
بشكل عام، ترتكز تصنيفات جميع المتزلجين في رياضة التزلج الألبي البارالمبية على نوع المعدات المستخدمة من قبل المتزلج ووضعية جسمه أثناء التزلج. يُقيّم المتزلجون الجالسون المنتمون لفئة مستخدمي الكراسي المتحركة بناءً على قوة العضلات المتبقية ومستوى إصابة الحبل الشوكي. أما المتزلجون من ذوي الإعاقة البصرية، فتُدار تصنيفاتهم عبر الاتحاد الدولي لرياضات المكفوفين، ويتم تقييمهم بناءً على تصنيف طبي من قِبل طبيب عيون.
بالنسبة للمنافسين الأستراليين في هذه الرياضة، تدير الاتحاد الرياضي الوطني الرياضة وتصنيفها، بدعم من اللجنة البارالمبية الأسترالية. تتوفر ثلاث أنواع من التصنيف للمنافسين الأستراليين: تصنيف تمهيدي، وتصنيف وطني، وتصنيف دولي. يُستخدم التصنيف التمهيدي للمنافسات على مستوى الأندية، والتصنيف الوطني للمنافسات على المستوى المحلي والوطني، بينما التصنيف الدولي مخصص للمنافسات الدولية.

## في الألعاب البارالمبية
أُدرجت هذه الرياضة لأول مرة في الألعاب البارالمبية الشتوية 1976. في دورة الألعاب الشتوية 1988، كانت فعالية التعرج الكبير حدثًا استعراضيًا للمتزلجين المصنفين كأطراف مبتورة. في الألعاب البارالمبية الشتوية 1992، أصبحت جميع أنواع الإعاقات مؤهلة للمشاركة، مع تولي اللجنة البارالمبية الدولية إدارة التصنيفات، والتي أُجريت بناءً على أنواع الإعاقة: الإعاقة البصرية، الإعاقة الناتجة عن بتر، والإعاقة الجالسة. كانت فعالية الانحدار مفتوحة لفئة LW، بينما شملت فعالية السوبر جي حدثًا خاصًا بالمكفوفين وآخر لفئة LW، وكان التعرج الكبير مفتوحًا لفئتي المكفوفين وLW، أما التعرج القصير فكان متاحًا لفئة LW.
في الألعاب البارالمبية الشتوية 2002، تزلج المتسابقون المكفوفون أولاً، تلاهم المتسابقون الجالسون المصنفون، وأخيرًا المتسابقون الواقفون. كان يتعين على المتزلجين تسجيل تصنيفاتهم لدى المصنف الرئيسي بحلول 14 فبراير 2001، وكان على المصنفين الرئيسيين تقديم أي تعديلات بحلول 31 مارس 2001. بعد ذلك، أُرسلت القوائم إلى اللجان البارالمبية الوطنية بحلول 27 أبريل 2001، مع إمكانية إرسال تعديلات أخرى بحلول 7 أغسطس 2001. جرى مراجعة أي اختلافات بين قوائم اللجنة البارالمبية الدولية واللجان الوطنية في أغسطس 2001. ثم أُرسلت القائمة النهائية لتصنيفات المشاركين من اللجنة البارالمبية الدولية إلى اللجان الوطنية في 7 سبتمبر 2001. وفي 27 يناير 2002، أرسلت اللجنة البارالمبية الدولية جدول تقييم التصنيفات إلى اللجان الوطنية.
في الألعاب البارالمبية الشتوية 2010، جرى دمج منافسات الفئتين LW5 وLW7، وكذلك دمج منافسات الفئتين LW6 وLW8. شارك 25 رجلًا و18 امرأة في منافسات الانحدار ضمن الفئات الواقفة، و25 رجلًا و10 نساء في الفئات الجالسة، و12 رجلًا و10 نساء ضمن فئة الإعاقة البصرية. في فعالية السوبر كومبايند، شارك 18 رجلًا و14 امرأة في الفئة الواقفة، و18 رجلًا و10 نساء في الفئات الجالسة، و10 رجال و10 نساء في فئات الإعاقة البصرية.